# 赫淮斯托斯
赫菲斯托斯，古希臘神話中的火神和匠神，與羅馬神話的武爾坎努斯（拉丁語：Vulcānus）對應。他是阿佛洛狄忒的丈夫，西方語言中的“火山”一詞來源於他的羅馬名字。他是奧林帕斯十二主神之一。是宙斯和赫拉的兒子，或是赫拉的私生子。

## 生活
赫拉靠自己的意志力獨自將其生下，但由於赫菲斯托斯長得實在不好看，於是希拉將他丟到奧林帕斯山下，赫菲斯托斯在空中翻騰了一天，落到利姆諾斯島上。從此他成瘸子，眾神也嘲笑他，赫拉也不喜歡他。雖然赫菲斯托斯記恨自己母親，但他卻不怪自己的父親，反而治好父親的頭痛毛病。也有一說，赫菲斯托斯相當敬愛自己的母親赫拉而在某次赫拉與宙斯爭吵中替赫拉說話，使宙斯大怒，將赫菲斯托斯丟下奧林帕斯山。
這位火神既不高大魁悟，也不英俊瀟灑。他並不留戀奧林匹斯山的安逸生活，反而更喜歡埃特纳山上的工匠舖，與他的助手獨眼巨人為伴。结婚不久，阿佛洛狄忒背著赫菲斯托斯和阿瑞斯偷情。赫菲斯托斯在妻子偷情的床上設下機關，用一張織得非常巧妙的網將二人逮個正著。这之后，雅典娜來訂做新武器时，赫菲斯托斯開始追逐雅典娜，因為他跛腳，所以費了好大一番功夫才終于追到雅典娜。他想要和她結婚，所以被她嚴厲的叫聲打退，但是在過程中赫菲斯托斯的精液沾到了女神的大腿上，她趕緊用羊毛拭去。並把羊毛丟下凡間，羊毛落地，便變成艾力克托紐斯（Ἐριχθόνιος）。

## 功績
相传火山是他为众神打造神兵和神器的工匠炉。他是诸神的工匠，具有高超的技巧，制造了许多著名的神兵、神器。传说赫利奧斯驾驶的日车、厄洛斯的金箭银箭、宙斯的神盾都是他鑄製的。

## 字源
Ἡφαιστος一字似乎來自於動詞ἅπτω，這是一個冶煉用語，意思有"栓上、點火燃燒"，所以赫淮斯托斯理所當然的成為鍛造與冶煉之神。